# 鬼追人4
《鬼追人4》（英語：Phantasm IV: Oblivion）是一部1998年上映的美国科學奇幻恐怖片。影片由唐·柯斯卡瑞利（Don Coscarelli）编剧、制作并执导，主演有A·迈克尔·鲍德温（A. Michael Baldwin）、雷吉·班尼斯特（Reggie Bannister）以及安格斯·斯克林姆（Angus Scrimm）。这是《鬼追人》系列的第三部续集，其后续为《鬼追人5》。

## 剧情
本片延续前作剧情。迈克从波尔顿太平间驾灵车逃脱，而雷吉则被“高个子”的飞球所困。“高个子”并未杀死雷吉，而是释放了他，告诉他他们最后的“游戏”即将开始。迈克的哥哥乔迪，仍以黑色飞球的形态存在，偶尔能变成人形。他联络雷吉，一同寻找迈克。途中，雷吉在一次恶魔袭击中幸存，从车祸中救出一位名叫詹妮弗的女子。
与此同时，迈克为了逃避自身的变异，驾车穿越废弃地带，回忆起“高个子”出现前的青春时光。他看见曾经求助过的算命老妇人的幻象后，“高个子”现身，称要带走迈克“为过渡做准备”。迈克被带到死亡谷，试图上吊自杀，但被“高个子”阻止。“高个子”向他展示了一些他和乔迪曾尝试杀死“高个子”的记忆。无法结束生命的迈克看到“高个子”伸出手，似乎想引导他。迈克拒绝后，穿越次元之门逃脱，回到了过去。
迈克从一座19世纪60年代的实验室早期传送门中现身，在那里他遇到了一位亲切的科学家——杰比迪亚·莫宁赛德，这位老科学家正是“高个子”原来的模样。在看到杰比迪亚和神秘出现的算命老妇人后，迈克惊恐逃离。在沙漠中，他发现自己逐渐具备念力，甚至用大石头杀死了一个侏儒。乔迪现身，但迈克指责他背叛自己，心生猜忌。迈克开始修理灵车，用零件制造简易飞球。与此同时，雷吉与詹妮弗在废弃汽车旅馆休息，他向她讲述了“高个子”的故事。不久，詹妮弗暴露出是其爪牙之一，胸部装有两个飞球。雷吉奋力反击，最终杀死她。
迈克再度穿越传送门，来到一座荒芜城市，在乔迪帮助下逃离“高个子”。雷吉赶到死亡谷，与一群侏儒展开激战。不久后，迈克与乔迪重新现身，迈克警告雷吉不要信任乔迪，然后再度离去。迈克与乔迪穿越传送门，进入杰比迪亚的住所。他们隐身旁观老科学家接近传送门，试图揭开死亡世界的秘密。迈克试图刺杀杰比迪亚失败，他瞬间消失，随即“高个子”的形象在他的位置出现。迈克再次穿越传送门逃脱，而乔迪在“高个子”控制下袭击他。
迈克醒来时躺在防腐台上，用音叉阻止乔迪与“高个子”切开他的头颅，还使“高个子”杀死乔迪。然而，“高个子”迅速复活，在死亡谷继续追杀迈克。雷吉试图用枪击杀“高个子”，却不敌他。迈克召唤自己制造的飞球刺入“高个子”的颈部，引爆灵车引擎，似乎将他摧毁。但新一代“高个子”随即从传送门中出现，从迈克头中取出金色飞球后离去。雷吉继续追击“高个子”。迈克奄奄一息之际回忆起童年时雷吉载他一程的片段，他们当时仿佛听到了未来的对话，而年幼的迈克则一笑置之，说：“只是风声罢了。”

## 演员
- 安格斯·斯克林姆 饰 高个子
- A·迈克尔·鲍德温 饰 迈克·皮尔森
- 雷吉·班尼斯特 饰 雷吉
- 比尔·桑伯里 饰 乔迪·皮尔森
- 鲍勃·艾维 饰 恶魔士兵
- 海蒂·马恩霍特 饰 詹妮弗

## 制作与续集
加拿大电影人罗杰·艾弗瑞（Roger Avary）自称是《鬼追人》系列的铁杆粉丝，他曾创作一部名为《鬼追人1999》（Phantasm 1999）的史诗级剧本，作为《鬼追人3》的续集。剧本设定在后末日时代的不久的将来，计划由布魯斯·坎貝爾出演男二号。由于项目在融资上遇到困难，唐·柯斯卡瑞利（Don Coscarelli）便创作并执导了本片《鬼追人4》作为这一计划的前传，大量使用了前几部作品中的删减片段。艾弗瑞本人也在影片中客串出演了一名南北战争士兵。尽管进行了这些努力，已改名为《鬼追人：终结》（Phantasm's End）的这部续集仍未能筹集到所需资金。
《鬼追人4》的预算大大低于前两部作品。《鬼追人2》的预算为300万美元，《鬼追人3》的预算为250万美元，而《鬼追人4》仅获得了65万美元的制作资金。导演团队像制作第一部（仅有30万美元预算）一样，在预算受限的情况下采取了极具创意的方式来拍摄。片中南北战争梦境场景中的士兵由一支歷史重演团体出演，片方仅捐赠了200美元作为酬劳。由于预算不足以建造多组场景，影片中的多个关键情节被安排在沙漠中拍摄，使其成为《鬼追人》系列中唯一没有大量陵墓内场景的一部（除片头与结尾外）。飞球群的视觉效果由数位《鬼追人》的粉丝自发创作，他们将成果展示给雷吉·班尼斯特观看，班尼斯特随后转交给柯斯卡瑞利参考。KNB特效团队也友情参与了部分后期制作，作为对柯斯卡瑞利的支持。
2007年6月，唐·柯斯卡瑞利在“阿拉莫电影院的告别活动”（Farewell to The Alamo Drafthouse）中展示的一段影片重新点燃了续集的传闻，影片中有安格斯·斯克林姆和A·迈克尔·鲍德温饰演的角色。然而，在YouTube上发布的一段采访中，雷吉·班尼斯特表示第五部作品并未启动制作或开发，但他也补充道，未来一切皆有可能。
2014年3月25日，官方宣布系列第五部作品《鬼追人5》（Phantasm: Ravager）已秘密完成拍摄。该片于2016年10月7日正式上映。

## 家庭媒体

### 美国／北美发行
- 1998年10月13日：《鬼追人4》由猎户座家庭影业发行VHS版本（正式发行日）。预售放映用录像带则于1998年7月14日发放。
- 2000年8月1日：由米高梅家庭娱乐同时发行VHS和DVD版本[4]。
- 2008年8月26日：由锚湾娱乐公司发行DVD版本。新闻报道称该版本将是“未删减版”[5]，但这一特别版仍仅收录与米高梅版本相同的R级（限制级）剪辑版本[6]。
- 2018年9月18日：由Well Go USA发行蓝光版本[7]。